# Aleksander Jankowski (polityk)
Aleksander Maciej Jankowski (ur. 30 grudnia 1994) – polski samorządowiec i prawnik, w latach 2021–2023 wicewojewoda pomorski, od 2024 radny Gdańska.

## Życiorys
Ukończył studia prawnicze w Wyższej Szkole Administracji i Biznesu im. Eugeniusza Kwiatkowskiego w Gdyni. Pracował jako sekretarz w Sądzie Okręgowym w Gdańsku oraz w kancelariach prawniczych. W 2021 został prezesem gdańskiego oddziału Katolickiego Stowarzyszenia „Civitas Christiana”.
Był krótko działaczem Młodzieży Wszechpolskiej. Wszechpolacy odcięli się jednak od niego, a z Młodzieży Wszechpolskiej odszedł w atmosferze konfliktu, gdy miał zostać usunięty przez władze stowarzyszenia. Zyskał pewną rozpoznawalność w 2017, gdy zakłócił spotkanie z Adamem Michnikiem w Gdańsku, w czym próbował mu przeszkodzić Paweł Adamowicz, nazywając go faszystą. W związku z tym Jankowski pozwał Adamowicza o naruszenie nietykalności osobistej i znieważenie, sprawa ta zakończyła się w 2018 prawomocnym umorzeniem z powodu niskiej szkodliwości społecznej czynu. Później wstąpił do Solidarnej Polski (w 2023 przemianowanej na Suwerenną Polskę). W 2019 uzyskał mandat radnego dzielnicy Ujeścisko-Łostowice. 21 grudnia 2021 powołano go na stanowisko drugiego wicewojewody pomorskiego w miejsce Michała Bąkowskiego. W 2023 bez powodzenia kandydował do Sejmu z listy Prawa i Sprawiedliwości. W grudniu tego samego roku zakończył pełnienie funkcji wicewojewody. W wyborach w 2024 został radnym miejskim w Gdańsku. W 2025 został asystentem społecznym posła Kazimierza Smolińskiego.